# Hussein Taher Al-Sabee
Hussein Taher Al-Sabee, arab. حسين طاهر السبع (ur. 13 listopada 1979 w Az-Zahran) – saudyjski lekkoatleta, skoczek w dal. Były rekordzista kraju.

## Osiągnięcia
- trzy złote medale mistrzostw Azji (Dżakarta 2000 i Kolombo 2002 i Manila 2003), w 2000 Al-Sabee ustanowił do dziś aktualny rekord tej imprezy (8,33 m), w 2009 sięgnął po srebrny medal tej imprezy
- dwa złote medale igrzysk azjatyckich (Pusan 2002 i Doha 2006), w 2010 roku sięgnął po brązowy medal
- brązowy medal igrzysk dobrej woli (Brisbane 2001)
- 4. miejsce na pucharze świata (Madryt 2002)
- 5. lokata podczas mistrzostw świata (Paryż 2003)
- 2. miejsce w Światowym Finale IAAF (Monako 2003)
- złoty medal halowych igrzysk azjatyckich (Makau 2007)
- 3 zwycięstwa w mityngach z cyklu Golden League w 2008
- 2. miejsce podczas Światowego Finału IAAF (Stuttgart 2008)

Al-Sabee dwukrotnie reprezentował Arabię Saudyjską na igrzyskach olimpijskich:
- Sydney 2000 – 18. lokata w eliminacjach i brak awansu do finału
- Pekin 2008 – 11. miejsce

## Rekordy życiowe
- Skok w dal – 8,35 m (2004 i 2008)